# Auxon (Haute-Saône)
Pour les articles homonymes, voir Auxon.
Auxon (localement Auxon-lès-Vesoul) est une commune française située dans le département de la Haute-Saône, en Franche-Comté, dans la région administrative Bourgogne-Franche-Comté.

## Géographie
Plateau vallonné. La commune comporte beaucoup de hameaux dispersés.
Le Bâtard coule à travers le village du nord au sud et reçoit le ruisseau des Fourches.

### Géologie
Le territoire communal repose sur le gisement de schiste bitumineux de Haute-Saône daté du Toarcien.

### Climat
Pour des articles plus généraux, voir Climat de la Bourgogne-Franche-Comté et Climat de la Haute-Saône.
En 2010, le climat de la commune est de type climat des marges montargnardes, selon une étude du Centre national de la recherche scientifique s'appuyant sur une série de données couvrant la période 1971-2000. En 2020, Météo-France publie une typologie des climats de la France métropolitaine dans laquelle la commune est exposée à un climat semi-continental et est dans la région climatique Lorraine, plateau de Langres, Morvan, caractérisée par un hiver rude (1,5 °C), des vents modérés et des brouillards fréquents en automne et hiver.
Pour la période 1971-2000, la température annuelle moyenne est de 10,4 °C, avec une amplitude thermique annuelle de 17,4 °C. Le cumul annuel moyen de précipitations est de 1 017 mm, avec 12,6 jours de précipitations en janvier et 9,8 jours en juillet. Pour la période 1991-2020, la température moyenne annuelle observée sur la station météorologique de Météo-France la plus proche, « Frotey_sapc », sur la commune de Frotey-lès-Vesoul à 7 km à vol d'oiseau, est de 11,2 °C et le cumul annuel moyen de précipitations est de 914,2 mm. 
La température maximale relevée sur cette station est de 38,5 °C, atteinte le 25 juillet 2019 ; la température minimale est de −14,9 °C, atteinte le 20 décembre 2009,,.
Les paramètres climatiques de la commune ont été estimés pour le milieu du siècle (2041-2070) selon différents scénarios d'émission de gaz à effet de serre à partir des nouvelles projections climatiques de référence DRIAS-2020. Ils sont consultables sur un site dédié publié par Météo-France en novembre 2022.

## Urbanisme

### Typologie
Au 1er janvier 2024, Auxon est catégorisée commune rurale à habitat dispersé, selon la nouvelle grille communale de densité à sept niveaux définie par l'Insee en 2022.
Elle est située hors unité urbaine. Par ailleurs la commune fait partie de l'aire d'attraction de Vesoul, dont elle est une commune de la couronne,. Cette aire, qui regroupe 158 communes, est catégorisée dans les aires de 50 000 à moins de 200 000 habitants,.

### Occupation des sols
L'occupation des sols de la commune, telle qu'elle ressort de la base de données européenne d’occupation biophysique des sols Corine Land Cover (CLC), est marquée par l'importance des territoires agricoles (65,5 % en 2018), une proportion sensiblement équivalente à celle de 1990 (66,2 %). La répartition détaillée en 2018 est la suivante : 
forêts (28,8 %), terres arables (26,1 %), prairies (24,5 %), zones agricoles hétérogènes (14,8 %), zones urbanisées (3 %), milieux à végétation arbustive et/ou herbacée (2,8 %). L'évolution de l’occupation des sols de la commune et de ses infrastructures peut être observée sur les différentes représentations cartographiques du territoire : la carte de Cassini (XVIIIe siècle), la carte d'état-major (1820-1866) et les cartes ou photos aériennes de l'IGN pour la période actuelle (1950 à aujourd'hui).

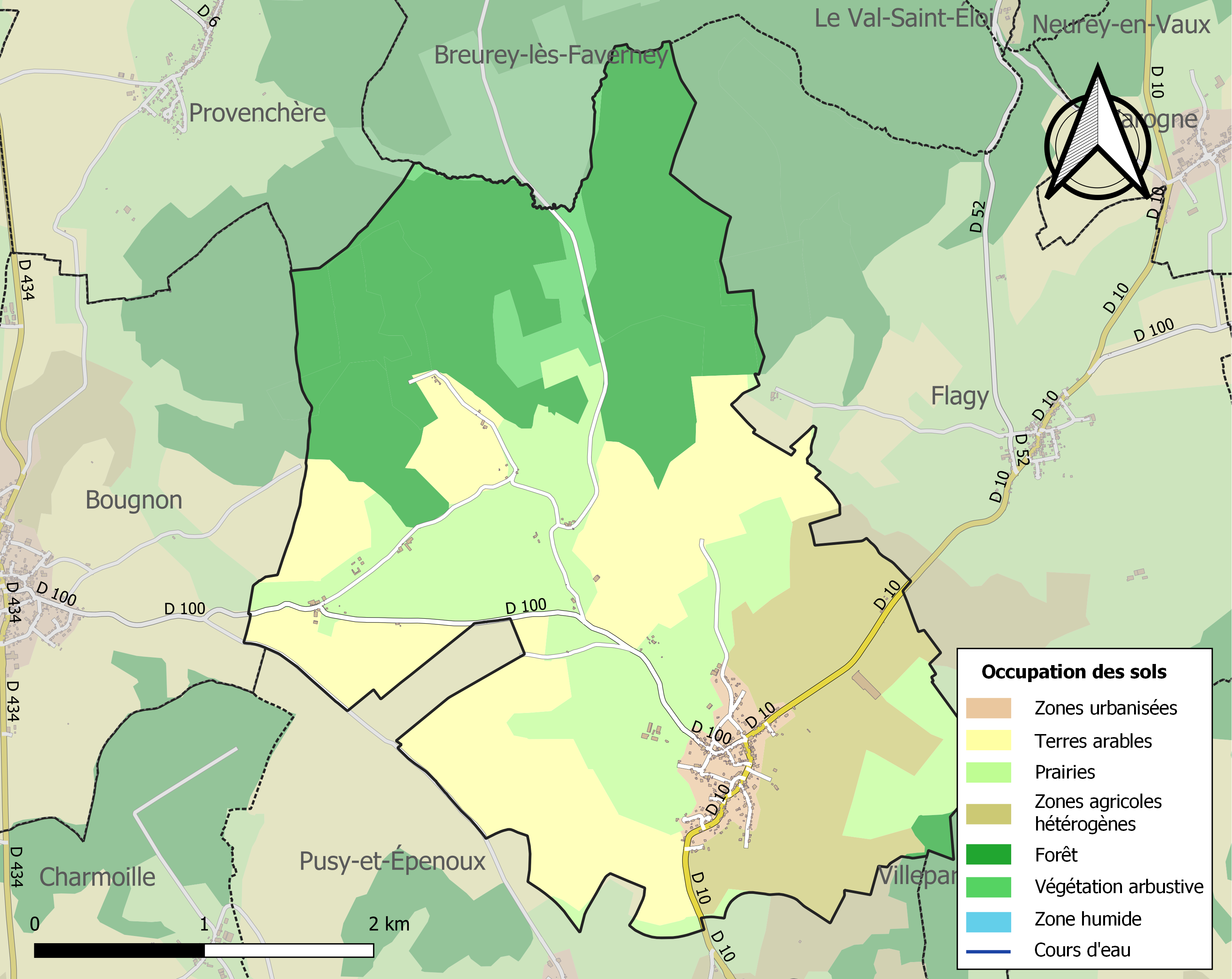
Carte des infrastructures et de l'occupation des sols de la commune en 2018 (CLC).

## Toponymie
Le nom correspond à une racine hydronymique pré-celtique.

## Histoire
- 1211 : l'archevêque Amédée de Tramelay donne l’église d’Auxon et ses dépendances au prieuré Saint-Nicolas du Marteroy.
- 1253 : Thiébaud de Marteroy (dit de Coulevon) et sa femme Béatrix de Pusey donnent au prieuré tout ce qu’ils ont à Auxon et Coulevon « en hommes, femmes, justices, droits seigneuriaux ».
Des seigneurs à cette époque portent le nom d’Auxon : Willelmus de Assum ; Reschez d’Auson (son fils).
Ils établissent à Auxon une maison forte (1749 n’est plus qu’une maison ruineuse et des plus caduques).
- XVe siècle : Auxon est tenu par la maison de Neufchatel.
- XVIe siècle : le village est divisé en trois seigneuries : 
  - fief de Citey Sarambolz ;
  - fief de Gressoux
  - fief d’Auxon.
- 20 juillet 1511 : Antoine Sonnet achète à Isabeau de Chatenoy la petite seigneurie de Sauvigney.
- 1513 : Antoine acquiert une partie de la seigneurie d’Auxon à Marguerite de Neufchatel.
- 1517 : acquiert une autre partie d’Auxon au seigneur d’Igny.
- 1660 : Philippe de Sonnet acquiert la seigneurie de Ronchamp (dernière partie d’Auxon).
- 1776 : Joachim de Sonnet acquiert la seigneurie de Citey.
- 1636 : village pratiquement détruit à la suite de la guerre de Dix Ans (il ne reste plus que trois familles).
- 1790 : Gressoux devient un village (134 hab.).
- 18 septembre 1807 : Gressoux est réunie à Auxon par décret.
- 1865 : reconstruction de l’église (se nommera Saint-André) à l’emplacement d’une église du XIe siècle qui tombait en ruines.

## Politique et administration

### Rattachements administratifs et électoraux
Auxon fait partie de l'arrondissement de Vesoul du département de la Haute-Saône, en région Bourgogne-Franche-Comté. Pour l'élection des députés, elle dépend de la première circonscription de la Haute-Saône.
La commune fait partie depuis 1801 du canton de Port-sur-Saône. Dans le cadre du redécoupage cantonal de 2014 en France, le territoire de ce canton s'est agrandi, passant de 17 à 46 communes.

### Intercommunalité
La commune était membre de la Communauté de communes Agir ensemble, créée en 1994.
L'article 35 de la loi n° 2010-1563 du 16 décembre 2010 « de réforme des collectivités territoriales » prévoyant d'achever et de rationaliser le dispositif intercommunal en France, et notamment d'intégrer la quasi-totalité des communes françaises dans des EPCI à fiscalité propre, dont la population soit normalement supérieure à 5 000 habitants, les communautés de communes : 
- Agir ensemble ;  
- de la Saône jolie ; 
- des six villages ; 
et les communes isolées de Bourguignon-lès-Conflans, Breurey-lès-Faverney et Vilory ont été regroupées pour former le 1er janvier 2014 la communauté de communes Terres de Saône, dont est désormais membre la commune.

### Liste des maires

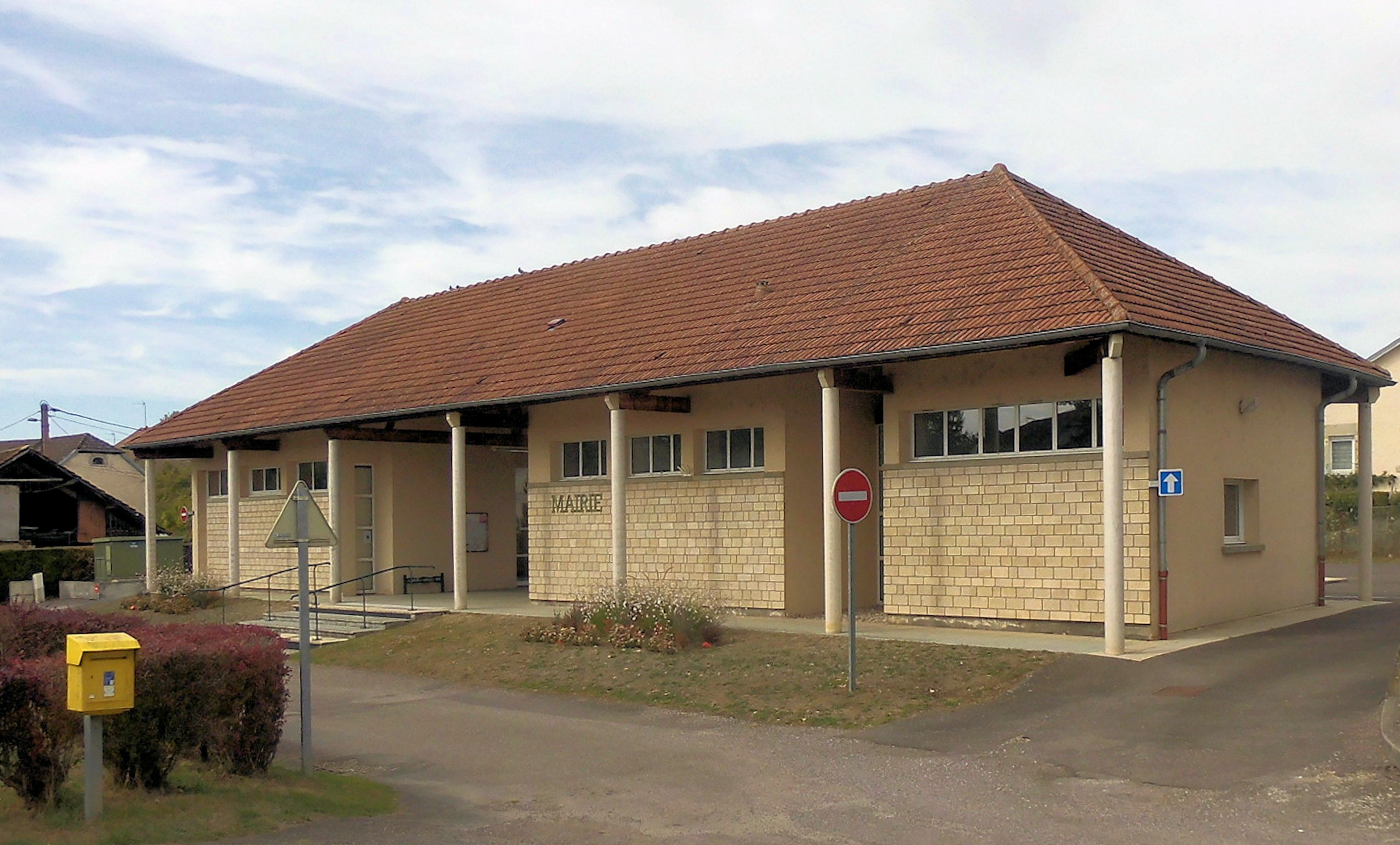
La mairie.

| Période        | Période                       | Identité                   | Étiquette | Qualité                                                                                        |
| -------------- | ----------------------------- | -------------------------- | --------- | ---------------------------------------------------------------------------------------------- |
|                | mars 2001                     | Faivre                     |           |                                                                                                |
| mars 2001      | juillet 2006                  | Philippe Creux             |           | Infirmier                                                                                      |
| septembre 2006 | mars 2008                     | Camille Gillot             |           |                                                                                                |
| mars 2008      | En cours (au 21 janvier 2016) | Isabelle Franck-Grandidier | DVG       | Directrice Vice-présidente de la CC Terres de Saône (2014 → ) Réélue pour le mandat 2014-2020, |

## Démographie
En 2022, Auxon comptait 402 habitants. À partir du XXIe siècle, les recensements réels des communes de moins de 10 000 habitants ont lieu tous les cinq ans. Les autres « recensements » sont des estimations.
| 1793 | 1800 | 1806 | 1821 | 1831 | 1836 | 1841 | 1846 | 1851 |
| ---- | ---- | ---- | ---- | ---- | ---- | ---- | ---- | ---- |
| 539  | 528  | 556  | 668  | 693  | 702  | 711  | 705  | 676  |

| 1856 | 1861 | 1866 | 1872 | 1876 | 1881 | 1886 | 1891 | 1896 |
| ---- | ---- | ---- | ---- | ---- | ---- | ---- | ---- | ---- |
| 552  | 545  | 535  | 508  | 500  | 436  | 449  | 415  | 392  |

| 1901 | 1906 | 1911 | 1921 | 1926 | 1931 | 1936 | 1946 | 1954 |
| ---- | ---- | ---- | ---- | ---- | ---- | ---- | ---- | ---- |
| 376  | 384  | 370  | 301  | 283  | 287  | 277  | 262  | 275  |

| 1962 | 1968 | 1975 | 1982 | 1990 | 1999 | 2005 | 2006 | 2010 |
| ---- | ---- | ---- | ---- | ---- | ---- | ---- | ---- | ---- |
| 262  | 261  | 332  | 390  | 369  | 399  | 410  | 414  | 432  |

| 2015 | 2020 | 2022 | - | - | - | - | - | - |
| ---- | ---- | ---- | - | - | - | - | - | - |
| 426  | 403  | 402  | - | - | - | - | - | - |

## Économie
Les établissements Dalvard, zone industrielle et artisanale spécialiste de la déformation des métaux et de chaudronnerie.

## Culture locale et patrimoine

### Lieux et monuments
Châteaux de Saramboz et de Gressoux. Maison forte en ruine depuis 1749.

### Héraldique
|  | Les armes de la ville se blasonnent ainsi : de sinople à la croix losangée d’argent et de gueules, au lambel de cinq pendants d’or brochant en chef. |